# Svetlyj
Svetlyj (rusky Светлый) do roku 1946 německy Zimmerbude (litevsky Cimerbūdė) je město v Zelenogradském rajónu v Kaliningradské oblasti (dříve Východní Prusko), exklávě Ruské federace, ležící na jihu Sambijského poloostrova při pobřeží Viselského zálivu. Od centra oblasti, Kaliningradu, je položeno 30 km západně. V roce 2021 v něm žilo přes 21 tisíc obyvatel.

## Historie
První zmínka o osídlení na území dnešního města pochází z roku 1305, kdy je v Fishhausenově kronice zmíněna osada Paise. Na území dnešního města ale existovaly tři nezávislé osady. Vedle zmíněné Paise to byly Zimmerbude a Nepleken. Celá oblast se byla majetkem církve a místní biskup ji ovládal z nedalekého Fischhausenu (dnešní Primorsk). Biskup Bartolomeus nechal roku 1366 oblast Sambijského poloostrova osídlit a hlavní cesta nových kolonistů vedla právě přes osadu Paise. V 16. století připadl majetek církve nově vzniklému Pruskému vévodství a vlastníkem osady se stal Oswald von Taubenhaym. Oblast převzal v roce 1669 Ebenhard Dankelman, jako odměnu od krále Fridricha I., kterému dělal učitele. Okolo roku 1720 žilo v osadě na 12 rolníků a stejný počet rybářů. Vesnice měla 16 políček a kvůli absenci luk v okolí neměli vesničané skoro žádný dobytek.
Velkým zlomem v historii vesnice byla stavba lodního kanálu z Pilavy do Královce v letech 1894 - 1901. Kanál minul vesnici na jižní straně a v osadě začal čilý stavební ruch. Byla postavena železniční stanice a vybudován přístav. Po dostavbě kanálu došlo v dubnu 1901 ke sloučení všech tří osad (Paise, Zimmerbude a Nepleken) do jednoho sídla s názvem Zimmerbude s celkovým počtem obyvatel okolo 1 500. Mezi válkami fungovala ve vsi hospoda, pekárna, kostel a hotel. V 30. letech vznikla v jeho okolí elektrárna, která napájela proudem celý poloostrov včetně Královce. Druhá světová válka se města téměř nedotkla a Rudá armáda vstoupila do Zimmerbude bez boje 17. dubna 1945. Po válce připadla oblast na základě Postupimské dohody SSSR. Německé obyvatelstvo bylo odsunuto do Východního Německa a červnu 1947 byla vesnice přejmenována na Svetlyj (česky Světlý). Vesnice pod sovětskou správou zažila populační boom a v roce 1955 byla povýšena na město. Od roku 2008 je administrativním centrem přilehlé oblasti. V roce 2011 začala rekonstrukce přístavu, jeho prohloubení a vybudováním nové loděnice.

## Obyvatelstvo

### Vývoj obyvatelstva v průběhu doby
| Rok       | 1829 | 1840 | 1858 | 1910 | 1933 | 1959  | 1970   | 1979   | 1989   | 2002   | 2010   | 2021   |
| Obyvatelé | 388  | 460  | 634  | 787  | 921  | 7 419 | 14 836 | 17 031 | 19 936 | 21 745 | 21 375 | 21 441 |

### Etnické složení obyvatelstva

Východní Prusko (vyznačeno červeně) na mapě tehdejšího Německa 1871

Při sčítání lidu v roce 2010 bylo etnické složení v městě následující:
| - 86,5 % Rusové - 6,1 % Bělorusové - 3,2 % Ukrajinci - 0,6 % Litevci - 0,5 % Tataři - 0,5 % Němci |  | - 0,4 % Azerové - 0,3 % Uzbeci - 0,3 % Poláci - 0,3 % Arméni - 1,3 % ostatní |

## Galerie

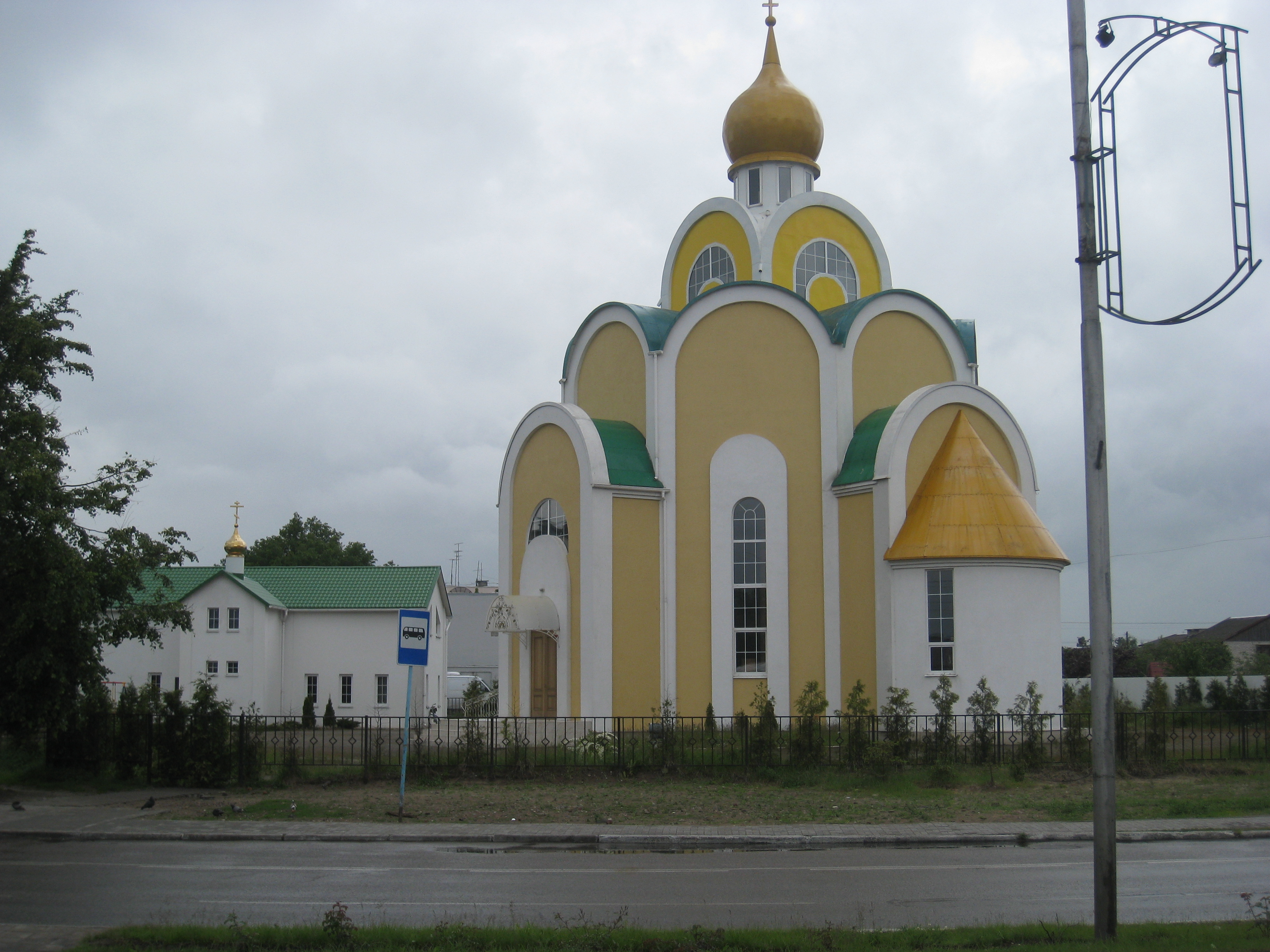
Ruský ortodoxní kostel Sv. Barbory
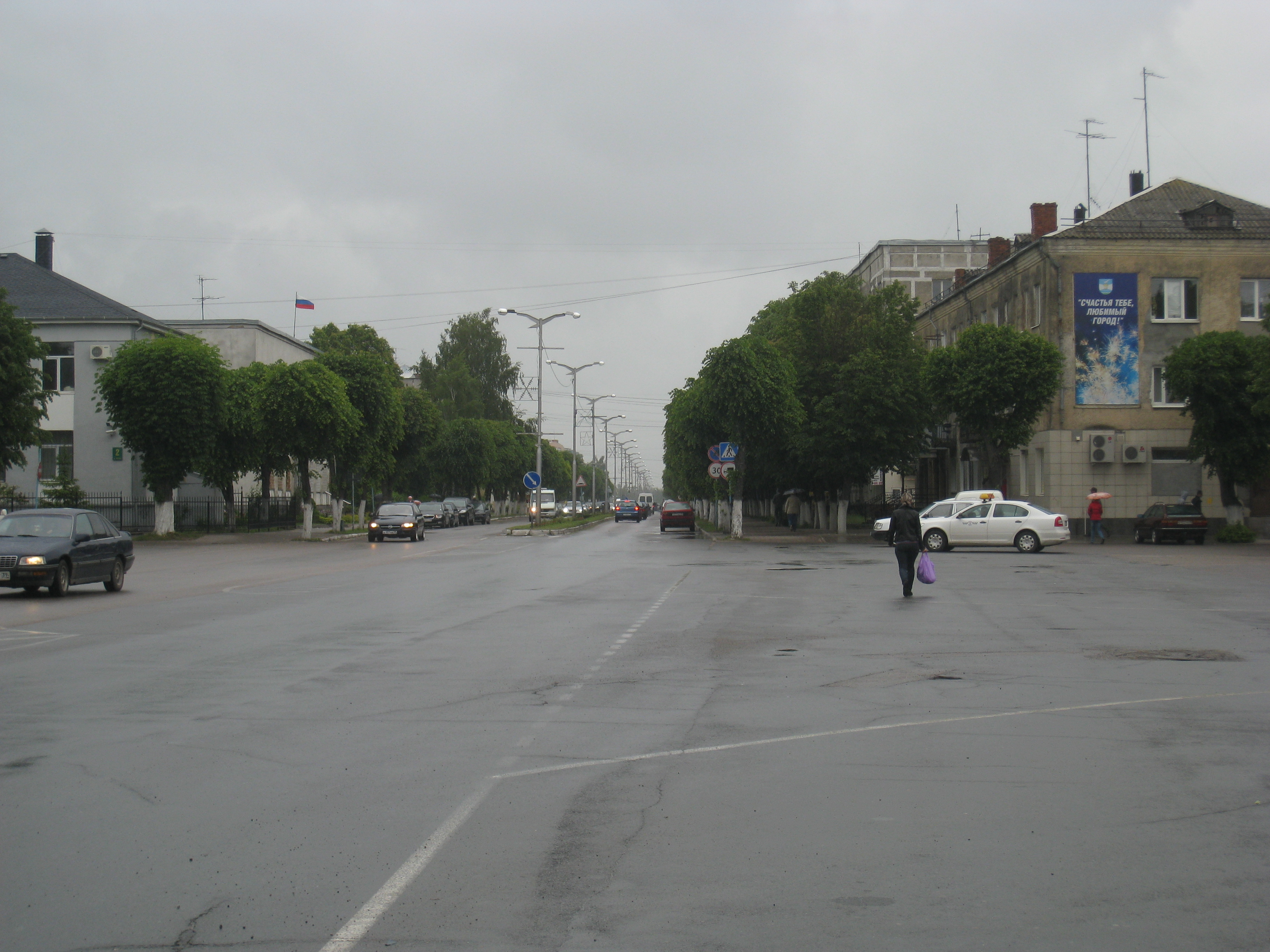
Sovětská ulice
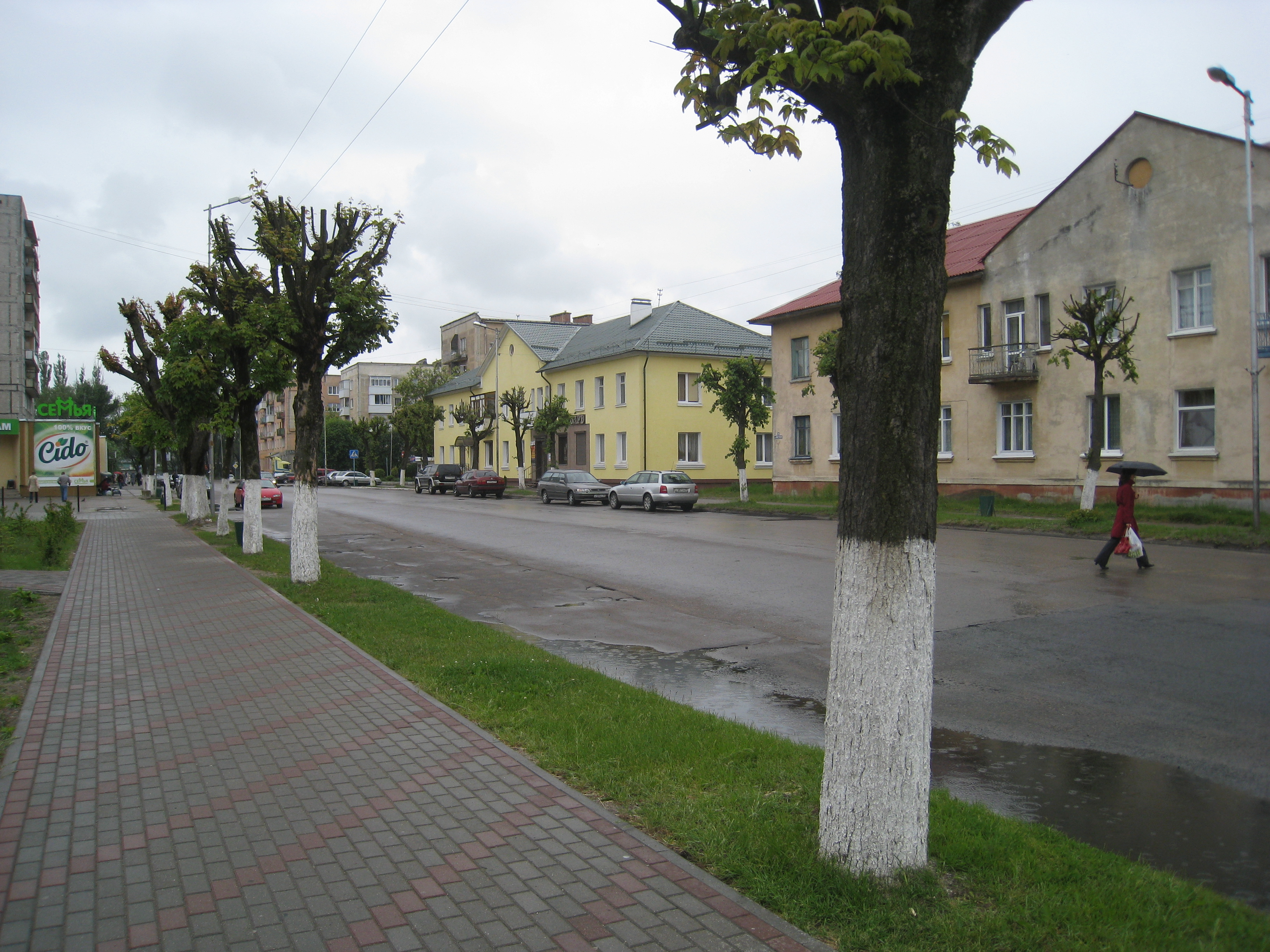
Sovětská ulice
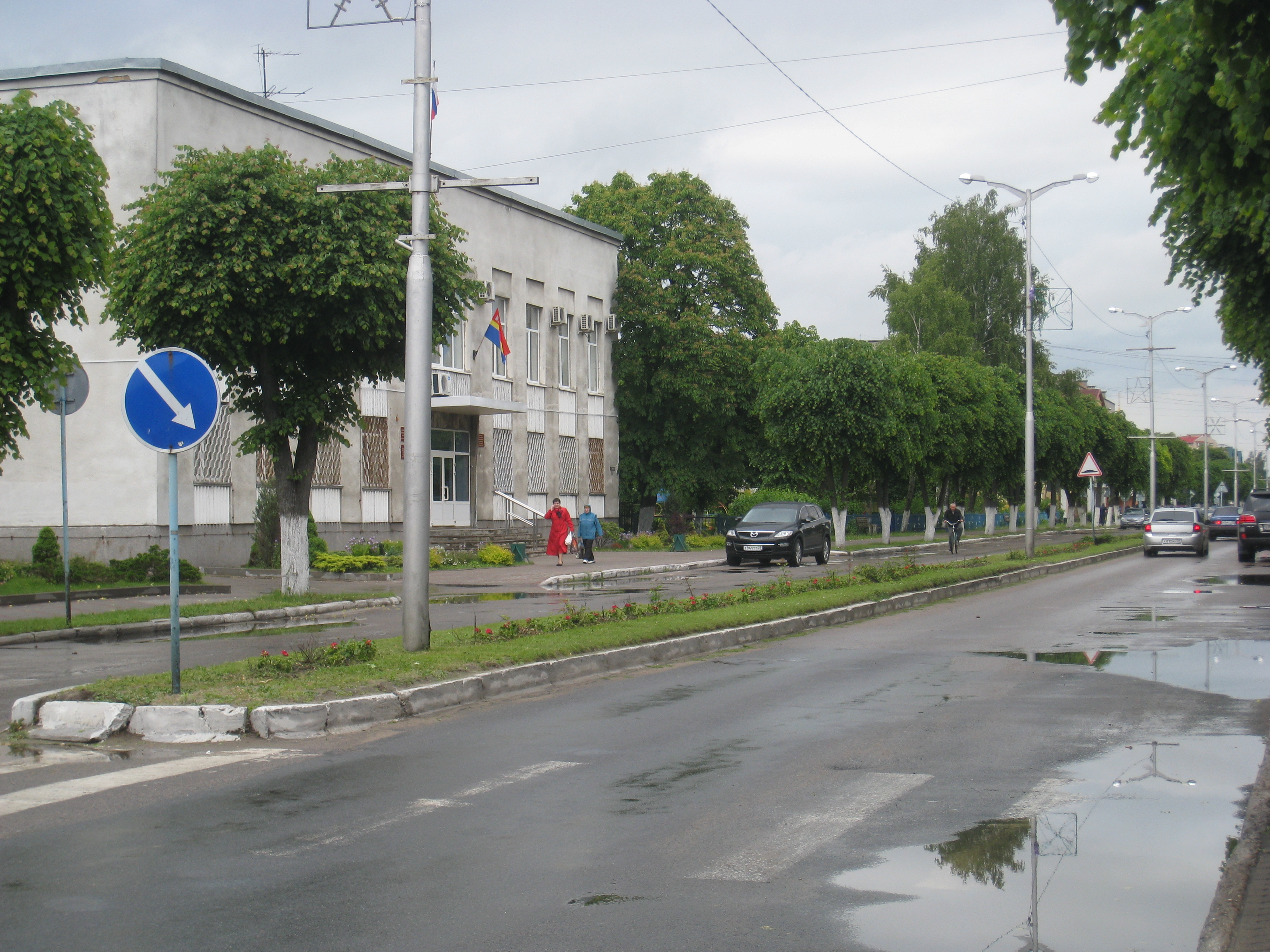
Sídlo městské rady
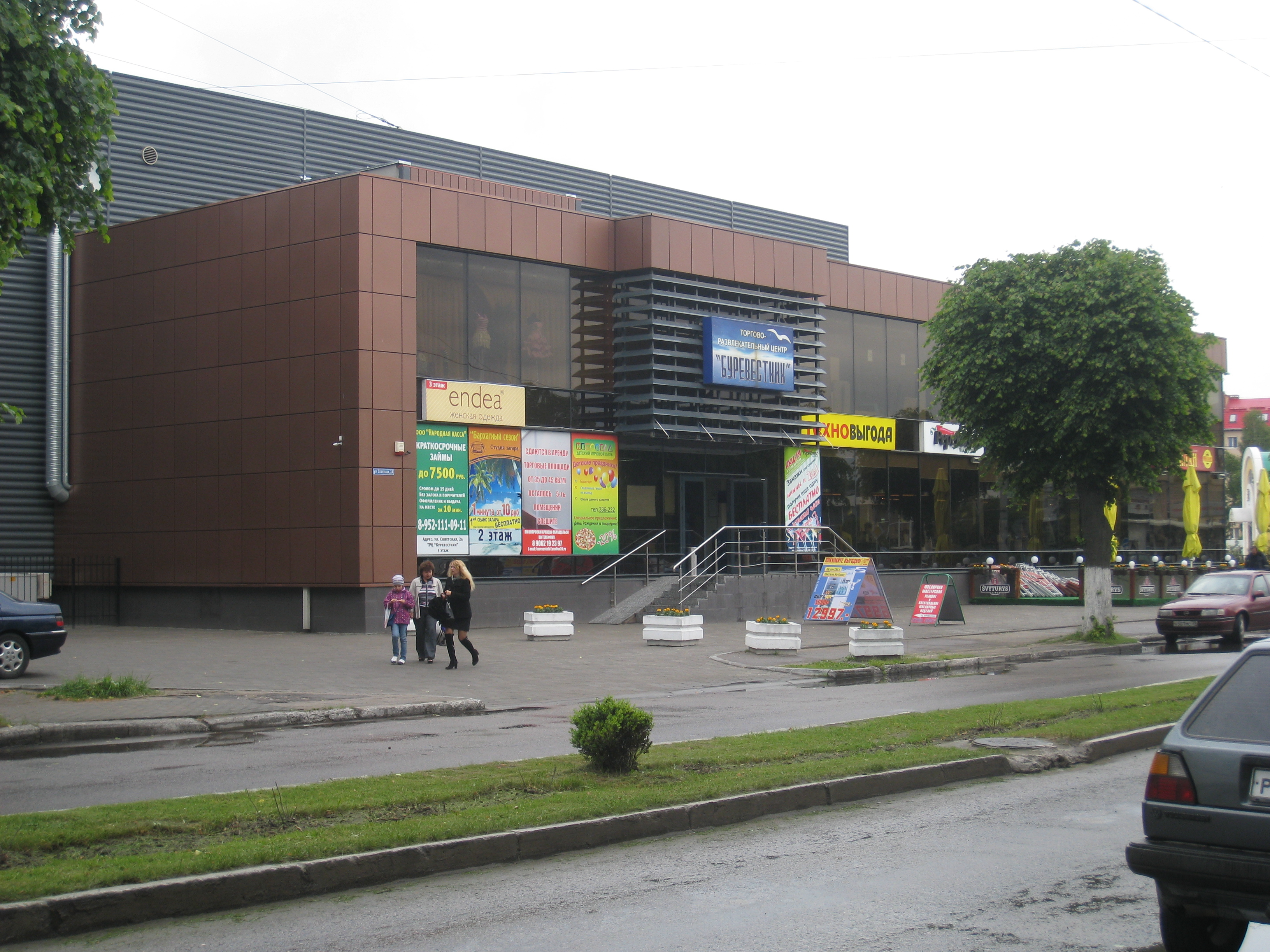
Místní supermarket
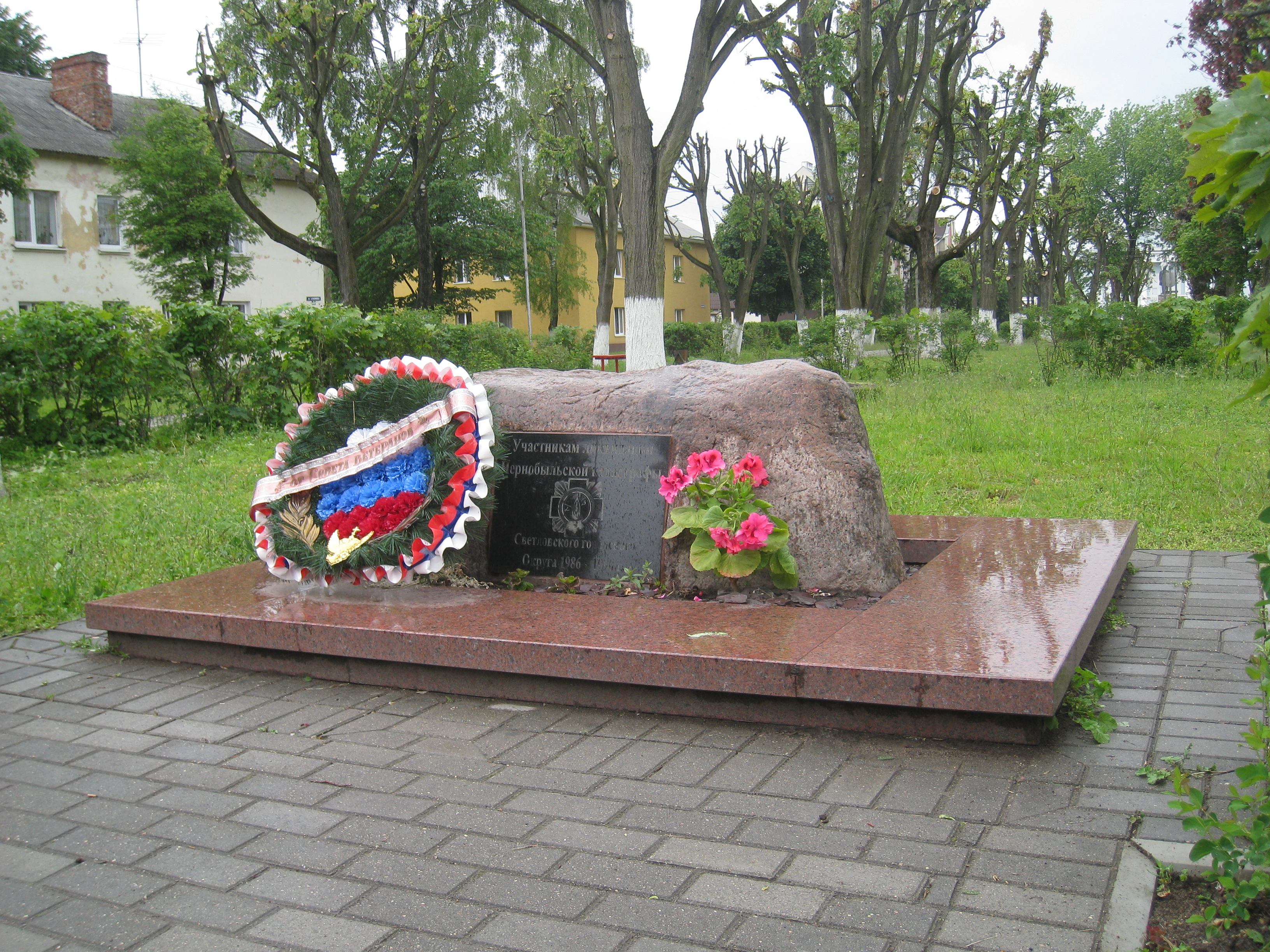
Památník obětem Černobylské katastrofy
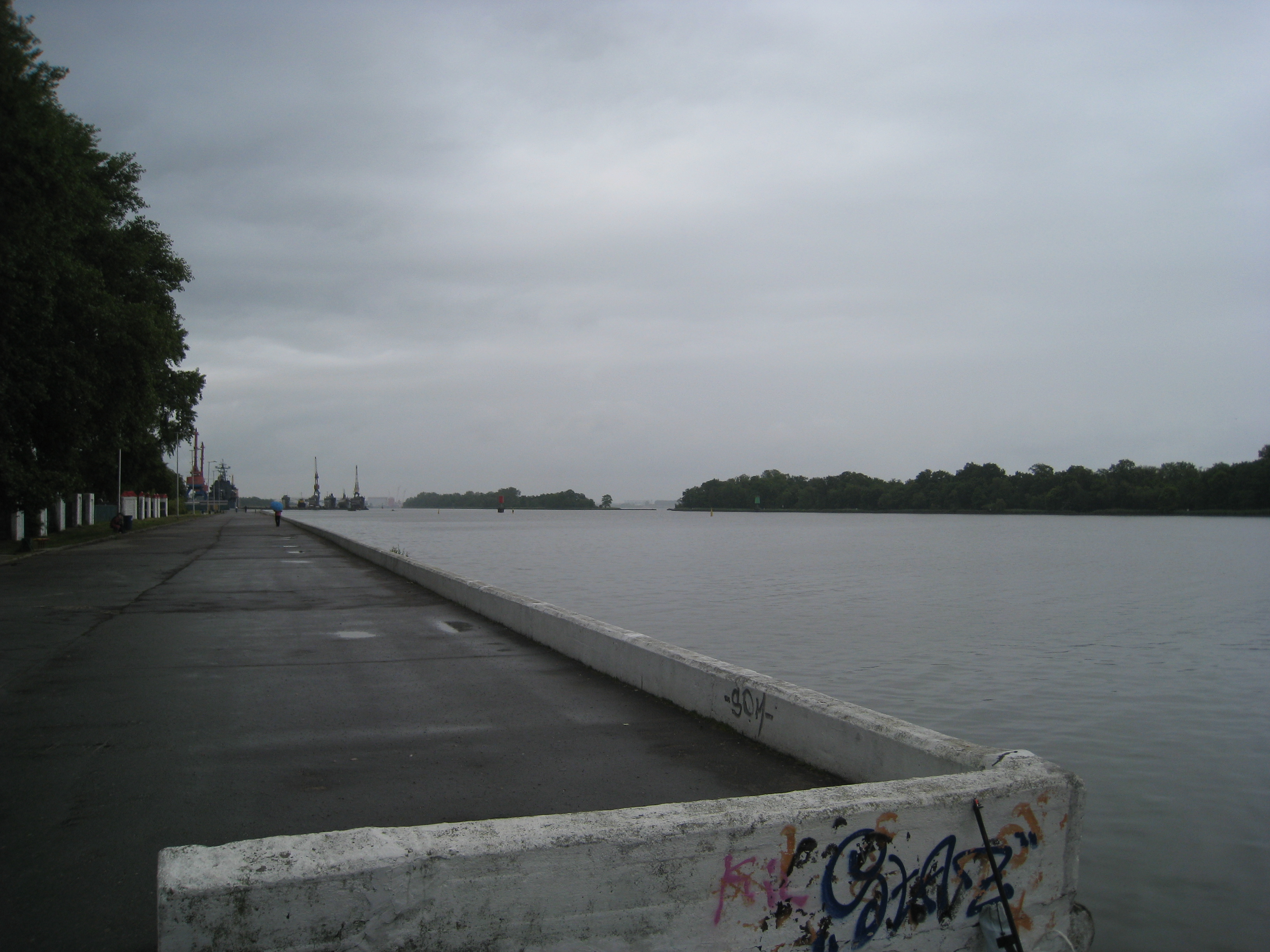
Lodní kanál